# Sledgehammer Games
Pour les articles homonymes, voir Sledgehammer.
Sledgehammer Games est une société de développement de jeux vidéo américain créée en 2009. Elle appartient entièrement à l'éditeur de jeux Activision. Sa direction est assurée par Glen Schofield et Michael Condrey, deux anciens dirigeants de Visceral Games qui ont mené le développement de Dead Space. Son siège et son principal studio sont localisés à Foster City en Californie. Un nouveau studio a été ouvert à Melbourne en Australie le 9 septembre 2019, puis une troisième antenne en juin 2021 à Toronto.

## Principaux titres et projets
À part Dead Space, le studio comporte des créateurs clés de plusieurs autres titres d'action tels que 007 : Quitte ou double d'Electronic Arts (Visceral Games), Tomb Raider, Ratchet and Clank et Resistance: Fall of Man d'Insomniac Games, Afro Samurai de Namco Bandai Games, Legacy of Kain: Soul Reaver de Crystal Dynamics et autres.
Leur premier projet était un nouveau titre de la série de jeux de tir à la première personne Call of Duty qui l’étendrait au genre action-aventure jusqu'à ce qu'il fut assigné à la création de Call of Duty: Modern Warfare 3 pour assister Infinity Ward, son autre développeur. Leur projet initial n'a pas cependant été abandonné.
Un game-designer évoque le sujet d'un nouvel épisode Modern Warfare pour la série Call of Duty. Le projet voit le jour le 4 novembre 2014 sous l’appellation Call of Duty: Advanced Warfare.

## Jeux développés
- 8 novembre 2011 : Call of Duty: Modern Warfare 3 (co-développé avec Infinity Ward)
- 4 novembre 2014 : Call of Duty: Advanced Warfare
- 3 novembre 2017 : Call of Duty: WWII
- 25 octobre 2019 : Call of Duty: Modern Warfare (co-développé avec Infinity Ward)
- 5 novembre 2021 : Call of Duty: Vanguard
- 28 octobre 2022 : Call of Duty: Modern Warfare II (co-développé avec Infinity Ward)
- 16 novembre 2022 : Call of Duty: Warzone 2.0  (co-développé avec Infinity Ward et Raven Software)
- 10 novembre 2023 : Call of Duty: Modern Warfare III

## Identité visuelle

Ancien logo avant 2015.